# Tweekleurige mierpitta
De tweekleurige mierpitta (Grallaria rufocinerea) is een zangvogel uit de familie Grallariidae (mierpitta's).

## Verspreiding en leefgebied
Deze soort komt voor van centraal Colombia tot noordelijk Ecuador.

## Status
De grootte van de populatie is in 2014 geschat op 20.000-50.000 volwassen vogels. Op de Rode lijst van de IUCN heeft deze soort de status niet bedreigd.